# Điệp viên không không thấy
Điệp viên không không thấy (tên gốc tiếng Anh: Johnny English) là một bộ phim hành động hài năm 2003 của điện ảnh Anh Quốc nhại theo nhân vật điệp viên James Bond. Nhân vật chính của phim là điệp viên mang tên Johnny English do diễn viên hài nổi tiếng Rowan Atkinson thủ vai, cùng với các diễn viên khác là Natalie Imbruglia, Ben Miller và John Malkovich. Phần kịch bản do các nhà biên kịch của Bond, gồm Neal Purvis và Robert Wade, cùng với William Davies đảm nhiệm, với Peter Howitt ngồi ghế đạo diễn. Đây là phần phim đầu tiên trong loạt phim Johnny English.
Điệp viên không không thấy thu về tổng cộng 160 triệu USD toàn cầu. Phim được công chiếu tại Vương quốc Anh vào ngày 11 tháng 4 năm 2003, dẫn đầu bảng xếp hạng doanh thu phòng vé trong ba dịp cuối tuần liên tiếp, trước khi bị X2: X-Men United hạ bệ. Phim được công chiếu tại Mỹ vào ngày 18 tháng 7 năm 2003. Tiếp sau bộ phim là hai phần phim tiếp nối là Điệp viên không không thấy tái xuất (2011) và Johnny English: Tái xuất giang hồ (2018).

## Nội dung
Johnny English, một nhân viên của Cục tình báo Anh quốc MI7, mơ mình trở thành một điệp viên số 1 (Agent One), lần lượt vượt qua các hàng rào bảo vệ (với chó bảo vệ, các tay súng bắn tỉa...) và cuối cùng bị một người đàn bà xinh đẹp khống chế bằng súng. Johnny English vô hiệu hóa đối thủ bằng một cử chỉ lãng mạn và cả hai tiến gần nhau chuẩn bị hôn thì English bị đánh thức bởi phụ tá Angus Bough để chuẩn bị tài liệu cho điệp viên Agent One. Sau khi Agent One nhận nhiệm vụ, anh ta kịp báo về trung tâm chỉ huy rằng có một tổ chức tội phạm đang âm mưu nhằm vào vương miện của Nữ hoàng Anh, nhưng chưa kịp điều tra rõ thì bị trừ khử. Trong tang lễ của Agent One, English ngớ ngẩn để lọt một quả bom cài đặt sẵn vào trong nhà tang lễ và phát nổ và toàn bộ các điệp viên của MI7 bị thiệt mạng, ngoại trừ Johnny English và phụ tá Angus Bough. Theo yêu cầu của Thủ tướng Anh, Giám đốc MI7, mật danh Pegasus, đã phải bổ nhiệm điệp viên duy nhất còn lại là Johnny English làm điều tra viên chính cho vụ án này.
Trong buổi ra mắt của bộ báu vật Hoàng gia Anh được tài trợ bởi nhà tài phiệt kinh doanh nhà tù, William the Conqueror, Pascal Sauvage, Johnny English đã gặp Lorna Campbell và chứng kiến báu vật hoàng gia, bao gồm vương miện và vương trượng bị đánh cắp. Theo dấu vết của đường hầm đào ngay trong nhà triển lãm ở Tháp London, English và Bough đã tìm được hai nhân viên dưới quyền của Pascal Sauvage đang vận chuyển các báu vật này và truy đuổi họ bằng ôtô nhưng thất bại. English và Bough báo sự việc lên Pegasus nhưng Pegasus đã gạt Pascal ra khỏi nghi vấn vì cho rằng Pascal là người có thế lực lớn, lại là bạn thân của Thủ tướng, đồng thời cấm English và Bough tiến hành các điều tra nhằm vào Pascal. Tuy nhiên, English và Bough vẫn bí mật điều tra về nhân vật này. Pascal chính là hậu duệ của dòng họ nhà William the Conqueror và theo ông ta thì lẽ ra gia đình ông ta mới xứng đáng được hưởng ngôi vị Hoàng gia Anh, và Pascal tiến hành đánh cắp báu vật để âm mưu cướp ngôi.
Nhờ việc bí mật nhảy dù vào văn phòng của Pascal, English và Bough phát hiện ra Pascal là kẻ chủ mưu vụ đánh cắp vương miện nhằm âm mưu lên ngôi. Để lên ngôi được, cần có sự chủ trì đăng quang của tổng Giám mục Anh giáo xứ Canterburry. Pascal đã âm mưu nhờ người đóng giả làm tổng Giám mục Canterburry và bị English và Bough phát hiện khi đột nhập. Đồng thời English cũng xem được cuốn băng ghi thuyết trình âm mưu của Pascal biến nước Anh thành một doanh nghiệp nhà tù khổng lồ. Đồng thời, khi đột nhập vào văn phòng của Pascal, English cũng được Lorna Campbell trợ giúp và cô tiết lộ cô là nhân viên đặc vụ của Interpol Pháp đang điều tra Pascal. Tuy nhiên, Pascal phát hiện ra sự đột nhập của nhóm English và báo với Pegasus, và English cùng Bough đã bị đuổi việc ngay tức khắc. English buồn rầu ngồi ở nhà. Do kế hoạch bị lộ với English, Pascal đã thay đổi kế hoạch: thủ tiêu kẻ giả dạng Giám mục Canterburry, vứt trả lại báu vật, đồng thời đột nhập vào lâu đài của Nữ hoàng Elizabeth II, bức bách bà ký vào thư thoái vị và nhường ngôi cho Pascal. Nữ hoàng đã từ chối, nhưng nhóm sát thủ đã bắt chó của Nữ hoàng để đe dọa, buộc bà phải ký. Và Pascal được thông báo chuẩn bị trở thành vua nước Anh, và chuẩn bị ngày đăng quang.
Trong lúc đó, Lorna Campbell đã xuất hiện và động viên English trở lại vụ án. Cả hai cùng đến tòa lâu đài của Pascal, nơi Pascal đang cùng họp bàn với các trùm tội phạm lớn trên thế giới. Cả hai bí mật đột nhập vào lâu đài Pascal theo hai đường và gặp nhau bên trong, cùng nghe âm mưu của Pascal, biến nước Anh - một hòn đảo cô lập thành một nhà tù lớn, và kêu gọi các trùm tội phạm góp vốn. English cùng Lorna bàn kế hoạch vào bắt cóc Pascal nhằm chạy trốn và làm kế hoạch của Pascal thất bại, nhưng English rất "vô tình" ấn nút trực tiếp truyền thanh cuộc bàn bạc bí mật của họ trên hệ thống âm thanh nổi trong phòng và cả hai cùng bị bắt. Sau đó, Bough giải cứu cả hai và cả ba cùng quay về London khi Pascal chuẩn bị lễ đăng quang.
Trong buổi lễ đăng quang, English đột nhập vào và đóng giả làm linh mục xứ England, phản đối sự lên ngôi của Pascal nhưng thất bại trong việc vạch mặt Pascal vì toàn bộ các chứng cứ mang theo từ lâu đài của Pascal đều bị English làm hỏng một cách hết sức lãng xẹt. English đã cố gắng cướp vương miện từ tay Giám mục xứ Canterburry, khiến Pascal nổi nóng rút súng bắn loạn xạ trong phòng nhưng không trúng. Sau đó English từ trên cao nhảy xuống đã đạp Pascal ra khỏi ngai vàng và khiến Giám mục vô tình đội vương miện lên đầu, tuyên bố phong Vua. English trở thành vua nước Anh, ra lệnh bắt Pascal và điều tra các tội của Pascal, sau đó thoái vị trả lại ngôi vị cho Nữ hoàng Elizabeth II. Nữ hoàng Anh cảm kích trước sự trợ giúp của English và đề nghị tặng thưởng nhưng English đã từ chối và trả lời rằng đó là nghĩa vụ của mình với tổ quốc. Phim kết thúc với cảnh English cùng Lorna Campbell trở thành một cặp đôi và đi du lịch và English đã thổi bay cô ta lên trời vì ấn nhầm nút trên xe.

## Diễn viên
- Rowan Atkinson vai điệp viên Johnny English của Cục tình báo Quân sự Anh MI7 và cuối cùng được phong tước Hiệp sĩ Anh Sir Johnny English.
- Ben Miller vai Angus Bough, trợ lý của English.
- Natalie Imbruglia vai Lorna Campbell, đặc vụ của Interpol.
- John Malkovich vai Pascal Sauvage
- Oliver Ford Davies vai Tổng Giám mục xứ Canterburry
- Tim Pigott-Smith vai Pegasus, Giám đốc MI7
- Kevin McNally vai Thủ tướng Anh
- Douglas McFerran vai Klaus Vendetta
- Greg Wise vai Điệp viên Số 1 (Agent One)
- Tim Berrington vai Roger
- Tasha de Vasconcelos vai Nữ bá tước Alexandra
- Steve Nicolson vai Dieter Klein
- Nina Young vai thư ký của Pegasus, người bị Johnny English vô tình bắn què chân trong lần đầu ra mắt Pegasus do sơ ý dùng nhầm súng ngụy trang như một chiếc bút.
- Kevin Moore vai bác sĩ bệnh viện
- Chris Tarrant vai phát thanh viên đài phát thanh

## Âm nhạc
Phim đã sử dụng một số bản nhạc và bài hát dưới đây:
1. "A Man for All Seasons" (Hans Zimmer, Robbie Williams) – Robbie Williams
2. "Theme from Johnny English" (Howard Goodall)
3. "Russian Affairs"
4. "A Man of Sophistication"
5. "Kismet" (sáng tác bởi Gay-Yee Westerhoff) – Bond
6. "Truck Chase"
7. "The Only Ones" – Moloko
8. "Parachute Drop"
9. "Pascal's Evil Plan"
10. "Theme from Johnny English (Salsa Version)" (Howard Goodall) – Bond
11. "Off the Case"
12. "Cafe Conversation"
13. "Into Pascal's Lair"
14. "Zadok the Priest" – Handel
15. "Does Your Mother Know" – ABBA
16. "For England"
17. "Riviera Highway"
18. "Agent No. 1"

## Đánh giá chuyên môn
Điệp viên không không thấy nhận được nhiều ý kiến đánh giá tiêu cực từ giới chuyên môn. Trên hệ thống tổng hợp kết quả đánh giá Rotten Tomatoes, phim nhận được 33% lượng đồng thuận dựa theo 121 bài đánh giá, với điểm trung bình là 4,8/10. Các chuyên gia của trang web nhất trí rằng, "Một trò đùa điệp viên vô vị nhằm cố gắng moi ra những tiếng cười đầy khiên cưỡng." Trên trang Metacritic, phần phim đạt số điểm 51 trên 100, dựa trên 32 nhận xét, chủ yếu là những ý kiến đối nghịch nhau.

## Phần kế tiếp
Tháng 10 năm 2011, bộ phim tiếp theo trong loạt phim Johnny English có tên là Điệp viên không không thấy tái xuất được công chiếu. Trong phần này, Johnny English trở lại MI7 sau một thời gian tu luyện tại Tây Tạng và tham gia nhiệm vụ triệt phá đường dây khủng bố quốc tế âm mưu ám sát các nguyên thủ quốc gia. Tháng 5 năm 2017, các nguồn tin xác nhận phần tiền kỳ của của dự án phim thứ ba mang tên Johnny English: Tái xuất giang hồ đã bắt đầu, với lịch khởi chiếu vào tháng 9 năm 2018.